# 石川県立内灘高等学校
石川県立内灘高等学校（いしかわけんりつ うちなだこうとうがっこう、英: Ishikawa Prefectural Uchinada High School）は、石川県河北郡内灘町字千鳥台にある公立の高等学校。

## 概要
金沢市の北に隣接する内灘町にある県立高校。校舎は日本海に面した内灘砂丘に近い。

## 設置学科
- 普通科（2年次から一般、文系、理系の3コースに分かれる）

## 教育目標
1. 自主性、創造性に富み、心身ともに調和のとれた気力にあふれる有為な人材を育成する。
2. 基本的生活習慣を身につけることによって、規則正しい学校生活を送ることのできる生徒を育てる。
3. 確かな学力を身につけ、生きる力を有する人間を育てる。
4. 責任とモラルを重んじ、他者を思いやる心豊かな人間を育てる。
5. ふるさとに誇りを持ち、積極的に社会に貢献する人間を育てる。

## 校章・校木

### 校章
砂丘地の強風に耐え、たくましく生育する「黒松」の葉をデザインしたもので、"発展と躍動"をあらわす。

### 校木
タブノキ（クスノキ科）- 海岸近くの社叢林に多くみられ、その青々と茂る大木の様から"勇壮と遠大"をあらわす。

## 沿革
- 1984年（昭和59年）11月8日 - 石川県河北郡内灘町字向粟崎地区において、内灘地区高等学校起工式挙行。
- 1985年（昭和60年）10月1日 - 石川県立学校条例の一部改正により石川県立内灘高等学校設立。
- 1986年（昭和61年）
  - 4月5日 - 校舎第1期工事竣工。
  - 4月8日 - 第1回入学式挙行。
  - 4月25日 - 第1体育館竣工。
  - 9月5日 - 第2体育館工事着工。
  - 10月1日 - 開校式挙行、校舎第2期工事着手。
- 1988年（昭和63年）5月9日 - 校舎第2期工事及び第2体育館竣工、落成式挙行。
- 1989年（平成元年）3月7日 - 第1回卒業式挙行。
- 1990年（平成2年）2月10日 - 北海道札幌篠路高等学校姉妹校盟約書調印。
- 1993年（平成5年）
  - 3月5日 - 応援団旗作製。
  - 4月1日 - 男子制服制定。
- 1994年（平成6年）4月1日 - 女子新制服制定。
- 1995年（平成7年）
  - 2月14日 - 推薦入試導入。
  - 10月2日 - 創立10周年記念像除幕式。
- 1998年（平成10年）4月1日 - 男子新制服制定。

## 部活動
- 運動部 - 自転車、ボウリング、バドミントン（男・女）、サッカー、卓球、ソフトテニス、野球
- 文化部 - 美術、軽音楽、書道、料理（家庭）、Acpics（アクピス）
- 同好会（運動系） - バレーボール
- 同好会（文化系） - 茶道、華道、ボランティア、英語、演劇

## 校歌
作詞：佐々木守、作曲：中出良一

## 所在地
〒920-0277 石川県河北郡内灘町千鳥台3丁目1番地

## アクセス
- 北陸鉄道浅野川線内灘駅 徒歩約13分

## 著名な関係者

### 出身者
- 一川幸司 - 北信越BCリーグ（野球独立リーグ）石川ミリオンスターズの投手（ただし野球部出身者ではない）
- 坂上忠克 - 競輪選手
- 坂上樹大 - 競輪選手
- 塩谷瞬 - 俳優
- 英洸貴 - プロボクサー
- 兼平大介 - プロレスラー